# Schnattern (Kempten)
Schnattern ist eine Einöde der kreisfreien Stadt Kempten (Allgäu).  Sie gehörte bis 1972 zur Gemeinde Sankt Mang, die in dem Jahr wieder in Kempten eingemeindet wurde.

## Geschichte
Schnattern wurde 1394 erstmals erwähnt. 1738 ist ein Einzelhof für Schnattern belegt. Im Jahr 1819, ein Jahr nachdem Schnattern mit anderen Ortschaften zur Ruralgemeinde Sankt Mang verbunden wurde, zählte man auf dem Einzelhof, der zur Hauptmannschaft Lenzfried gehörte, sechs Bewohner. 1900 gab es in Schnattern acht und 1954 vier Einwohner.